# Lorenzo García-Barbón
Lorenzo García-Barbón Fernández de Henestrosa (Barcelona, 1915 - Barcelona, 1999) fue un arquitecto español.
Nombrado arquitecto municipal en 1956, cargo que ocupó hasta el año 1972. Colaboró en 1954 en la construcción del Camp Nou del Fútbol Club Barcelona; autor junto con Josep Soteras en el año 1965 del edificio Winterthur de la plaza Francesc Macià y su obra más conocida el edificio de El Corte Inglés de la plaza Cataluña de Barcelona.
En el año 1958 se convocó el concurso para los proyectos de edificios complementarios del ayuntamiento de Barcelona, que ganó junto con Enric Giralt i Ortet, proyectando juntos el edificio llamado Novíssim de la Casa de la Ciudad inaugurado en 1970.